# 花王カスタマーマーケティング
花王カスタマーマーケティング株式会社（かおうカスタマーマーケティング、英語：Kao Customer Marketing Co., Ltd.）は、家庭用や業務用の洗剤、化粧品、トイレタリーを中心とする花王の家庭用品・化粧品の販売会社である。本社は東京都中央区日本橋小網町8番3号（日土地日本橋イーストビル）。

## 略歴
- 1966年（昭和41年）12月25日 - 福岡県北九州市で花王製品専門販売会社設立。
- 1989年（平成元年）10月 - 化粧品（ソフィーナ）の販売子会社として花王化粧品販売（株）を設立。
- 1999年（平成11年）4月1日 - 北海道花王販売（株）、東北花王販売（株）、東京花王販売（株）、中部花王販売（株）、近畿花王販売（株）、中国花王販売（株）、四国花王販売（株）、九州花王販売（株）の8販社合併により花王販売（株）設立。
- 2007年（平成19年）4月1日 - 花王化粧品販売（株）を吸収合併し、花王販売（株）から花王カスタマーマーケティング（株）へ商号変更。
- 2010年（平成22年）11月8日 - 本社を現在地（日土地日本橋イーストビル[1]）に移転。
- 2016年（平成28年）1月1日 - 花王グループの販売等子会社経営統合に伴い、親会社が花王株式会社から花王グループカスタマーマーケティング株式会社に変更。

## 支社
- 北海道支社 〒065-0043　北海道札幌市東区苗穂町12-1-1
- 東北支社 〒983-0039　宮城県仙台市宮城野区新田東3-5-1
- 首都圏支社 〒103-0013　東京都中央区日本橋小網町8-3 日土地日本橋イーストビル[1]
- 関越支社 〒330-0854 埼玉県さいたま市大宮区桜木町1-11-20
- 中部支社 〒460-0003　愛知県名古屋市中区錦1-8-11 DNI錦ビル
- 近畿支社 〒550-0012　大阪府大阪市西区立売堀1-4-1
- 中四国支社 〒732-0828　広島県広島市南区京橋町1-7 アスティ広島京橋ビルディング9・10階
- 九州支社 〒812-0008　福岡県福岡市博多区東光2-6-1　髙光ビル

## 関連会社
- 花王ロジスティクス
- 花王フィールドマーケティング